# Красногвардейский сельский совет (АР Крым)
Красногвардейский сельский совет (укр. Красногвардійська сільська рада, крымскотат. Ver Börüs köy şurası) — административно-территориальная единица в Советском районе в составе АР Крым Украины (фактически до 2014 года), ранее до 1991 года — в составе Крымской области УССР в СССР, в степной зоне Крыма, у границы с Кировским в долине реки Восточный Булганак. Население по переписи 2001 года — 2042 человека, площадь сельсовета — 128 км².
К 2014 году состоял из 3 сёл:
- Красногвардейское
- Лоховка
- Лучевое

## История
Красногвардейский сельский совет образован 17 ноября 1964 года, на 1 января 1968 года включал следующие населённые пункты:

| - Красногвардейское - Лазаревка - Лоховка | - Лучевое - Маковка - Пушкино |

Тот же состав сохранялся и на 1 января 1977 года, а к 1 июня 1977 года образован Пушкинский сельский совет, в который отошли Пушкино и Маковка. С 12 февраля 1991 года сельсовет в восстановленной Крымской АССР, 26 февраля 1992 года переименованной в Автономную Республику Крым. Решением Верховного Совета АР Крым от 22 сентября 2006 года Лазаревка исключена из учётных данных и совет обрёл современный состав. С 21 марта 2014 года в составе Крыма аннексирован Россией. Законом «Об установлении границ муниципальных образований и статусе муниципальных образований в Республике Крым» от 4 июня 2014 года территория административной единицы была объявлена муниципальным образованием со статусом сельского поселения.